# Suykbulak
Suykbulak (ryska: Суыкбулак) är en ort i Kazakstan. Den ligger i den östra delen av landet, 700 km öster om huvudstaden Astana. Suykbulak ligger 363 meter över havet och antalet invånare är 1 244.
Terrängen runt Suykbulak är platt. Runt Suykbulak är det mycket glesbefolkat, med 3 invånare per kvadratkilometer. Närmaste större samhälle är Tjarsk, 13,6 km söder om Suykbulak. Trakten runt Suykbulak består i huvudsak av gräsmarker.